# 筑後川信号場
筑後川信号場（ちくごがわしんごうじょう）は、かつて福岡県大川市大字向島にあった、日本国有鉄道（国鉄）佐賀線の信号場（廃止）である。佐賀線の廃止に伴い、1987年（昭和62年）3月28日に廃止した。

## 歴史
- 1936年（昭和11年）6月18日：国有鉄道佐賀線佐賀 - 筑後大川間開業にともない設置[1]。当時の名称は筑後川信号所[1]。
- 1947年（昭和22年）5月1日：筑後川信号場に改称[1]。
- 1987年（昭和62年）3月28日：廃止[1]。

## 構造
一般にある列車を行き違いさせるための施設ではなく、筑後川昇開橋の中央部にある可動式橋桁の昇降を制御するための施設である。係員は、福岡県側から渡って中央部に行き来していた。

## 隣の駅
日本国有鉄道
佐賀線
諸富駅 - 筑後川信号場 - 筑後若津駅